# Fiber
Fiber er en materialetype, der består af sammenhængende filamenter eller forlængede stykker af enheder på samme måde som homogene tråde. Fibre er vigtige bestanddele i biologien for både planter og dyr, hvor fibre holder sammen på det øvrige væv. 
Mennesket anvender fibre i en lang række sammenhænge. Man kan spinde fibrene til tråd, snøre, garn og tov. Fiber kan indgå som en komponent i kompositmaterialer eller kan væves til mætter som for eksempel papir eller filt. Fiber bruges ofte i produktion af andre materialer, hvor råstofferne enten er naturlige eller fremstilles syntetisk. Syntetiske fibre er billigere at fremstille end naturlige fibre, da der er en næsten uudtømmelig kilde for syntetiske fibre sammenlignet med mulighederne for at fremskaffe naturlige fibre. Efterspørgslen efter naturlige fibre er højere end for syntetiske fibre, ikke mindst fordi naturlige fibre som regel er behageligere at have på kroppen i form af tøj end syntetiske fibre.